# Cour-Cheverny
Cour-Cheverny ist eine französische Gemeinde mit 2.830 Einwohnern (Stand: 1. Januar 2022) im Département Loir-et-Cher in der Region Centre-Val de Loire; sie gehört zum Arrondissement Blois und ist Teil des Kantons Vineuil. Die Einwohner werden Courchois genannt.

## Geographie
Cour-Cheverny liegt am Zusammenfluss von Conon  und Courpin in der Landschaft Sologne. Im Norden begrenzt der Beuvron das Gemeindegebiet. Das Weinbaugebiet Cour-Cheverny ist bekannt für seine Weißweine aus der Rebsorte Romorantin. Umgeben wird Cour-Cheverny von den Nachbargemeinden Mont-près-Chambord im Norden, Tour-en-Sologne im Nordosten, Fontaines-en-Sologne im Osten, Cheverny im Süden sowie Cellettes im Westen und Nordwesten.

## Bevölkerungsentwicklung
| Jahr      | 1962 | 1968 | 1975 | 1982 | 1990 | 1999 | 2006 | 2017 |
| Einwohner | 1713 | 1724 | 1863 | 2130 | 2347 | 2555 | 2591 | 2845 |

## Sehenswürdigkeiten
- Kirche Saint-Aignan aus dem 12. Jahrhundert, mit Um- und Anbauten aus dem 16. und 17. Jahrhundert
- Kapelle von Sérigny
- Schloss Sérigny
- Schloss La Borde, heute psychiatrische Klinik, die 1953 von Jean Oury gegründet wurde

## Persönlichkeiten
- Alfred Agache (1843–1915), Maler
- Charles Paul Renouard (1845–1924), Grafiker
- Jean Oury (1924–2014), Psychiater